# Harald Siebenmorgen

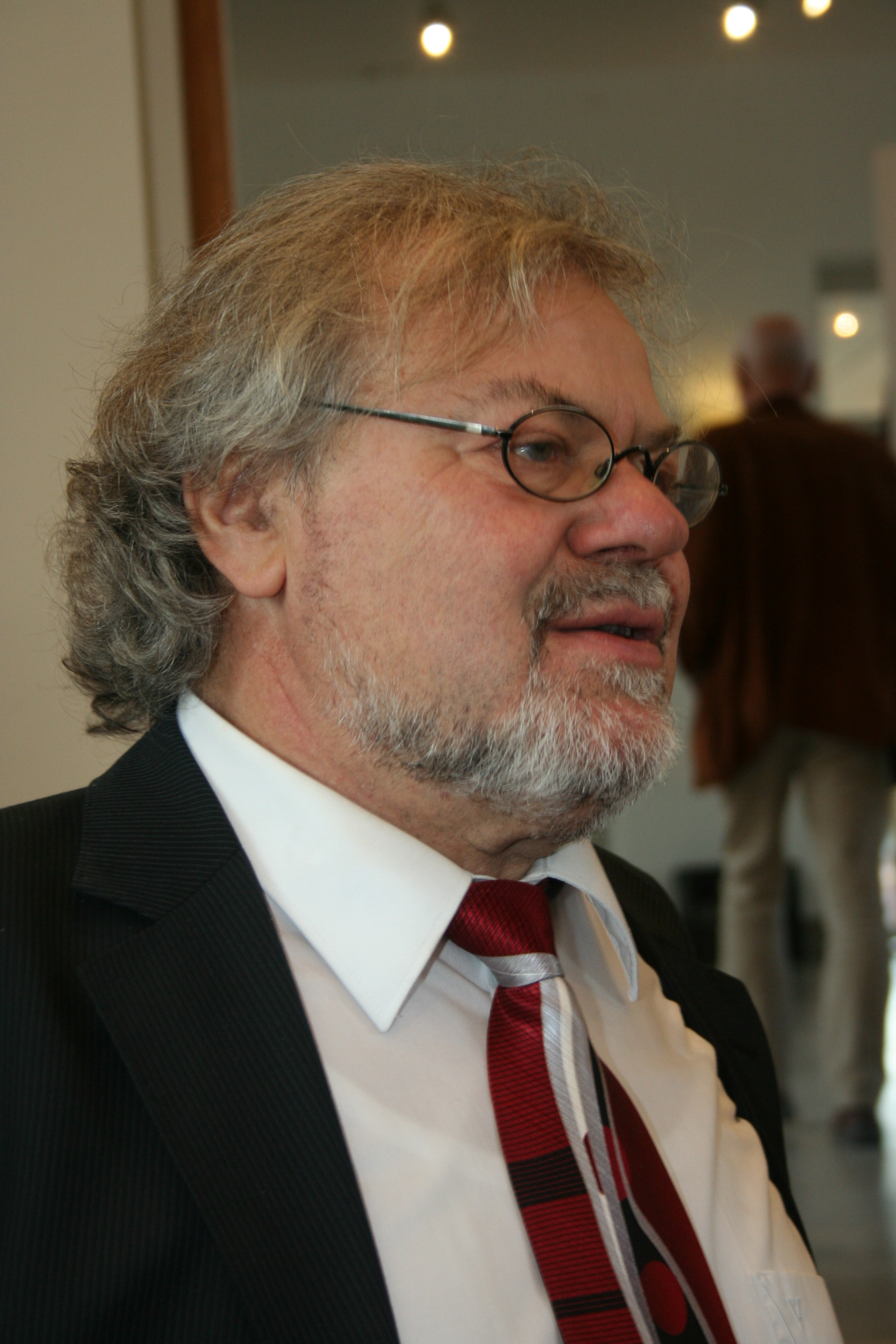
Harald Siebenmorgen (2009)

Harald Siebenmorgen (* 2. Oktober 1949 in Koblenz; † 18. März 2020 in Karlsruhe) war ein deutscher Kunsthistoriker und Museumsdirektor.

## Leben
Harald Siebenmorgen zog im Alter von 18 Jahren nach Freiburg im Breisgau und studierte an der dortigen Universität Kunstgeschichte, Germanistik, Klassische Archäologie und Soziologie. Seine erste Ausstellung organisierte er 1976 im Schwarzen Kloster in Freiburg. Nach seiner Promotion 1979 über die Beuroner Kunstschule arbeitete er ab 1979 als wissenschaftlicher Mitarbeiter im Mannheimer Reiß-Museum. Von 1981 bis 1986 war er stellvertretender Leiter der Landesausstellung „Stadt im Wandel“ in Braunschweig, von 1986 bis 1991 Direktor des Hällisch-Fränkischen Museums in Schwäbisch Hall und der Städtischen Galerie. Von 1991 bis 1993 amtierte er als Präsident des Museumsverbandes Baden-Württemberg. Von 1992 bis zur Pensionierung 2014 war er Direktor des Badischen Landesmuseums in Karlsruhe mit seinen Außenstellen Museum beim Markt, Museum in der Majolika und Zweigstellen u. a. das Keramikmuseum in Staufen. Unter seiner Leitung wurden sukzessive alle fünfzehn Abteilungen des Badischen Landesmuseums nach einer Konzeption, die auf Kontextualisierung und Inszenierung der Objekte basierte, komplett neu eingerichtet, zuletzt 2013 die Abteilung „Weltkultur“. Alle Abteilungen wurden durch Sammlungsführer erschlossen. Besucherorientierung im Museum war ihm wichtig. Ab 1992 wurden große Museumsfeste veranstaltet und das BLM durch zahlreiche weitere Maßnahmen der Museumspädagogik und Kulturvermittlung für ein breites Publikum geöffnet. Ein hochkarätiges und dichtgetaktetes Sonderausstellungsprogramm, das teilweise auf den neu geschlossenen Kooperationsverträgen mit Tunesien und Algerien sowie anderen Mittelmeerstaaten beruhte, fand internationale Beachtung. Die Besucherzahlen wurden auf das Vierfache gesteigert. 2009 zählte das Badische Landesmuseum Karlsruhe rund 300.000 Besucher. Als Pilotprojekt führte er für das BLM als erstes Museum in Baden-Württemberg eine betriebswirtschaftliche Struktur mit einer kaufmännischen Direktion ein.
Während seiner Amtszeit kam 2001 das Zweigmuseum im Schloss Neuenbürg hinzu. Als Besonderheit dieses Museumskonzeptes gilt bis heute das in sechs Räumen multimedial inszenierte Märchen Das kalte Herz nach der literarischen Vorlage von Wilhelm Hauff. Bereits 2003 ging das Virtuelle Museum „Karlsruher Türkenbeute“, das einen der bedeutendsten Sammlungsbestände des Badischen Landesmuseum im Internet erschloss online. Das Kooperationsprojekt mit dem ZKM wurde mit dem ICOM-Preis sowie mit dem Österreichischen Staatspreis für Kultur für seine innovative Vermittlung ausgezeichnet.
Das Museum für Mechanische Musikinstrumente und das Klostermuseum Salem wurden 2014 mit neuer Konzeption eröffnet.
Siebenmorgen verantwortete zahlreiche große Ausstellungen, so zur Badischen Revolution 1848/49, zum minoischen Kreta („Im Labyrinth des Minos“), den Kykladen, den Karthagern („Hannibal ad Portas“), den Vandalen und zuletzt die große Landesausstellung 2014 zum Konstanzer Konzil. Liste der von Siebenmorgen verantworteten Ausstellungen siehe Badisches Landesmuseum. Darüber hinaus war er in großem Umfang als Autor und Herausgeber tätig.
Harald Siebenmorgen starb am 18. März 2020 im Alter von 70 Jahren in Karlsruhe.

## Werke (Auswahl)
- Theodor Leopold Weller (1802–1880). Zeichnungen im Reiss-Museum. Ausstell. Kat. Mannheim. Hrsg. vom Städtischen Reiss-Museum Mannheim. Mannheim 1981.
- Die Anfänge der Beuroner Kunstschule. Peter Lenz und Jakob Wüger 1850–1875. Ein Beitrag zur Genese der Formabstraktion in der Moderne. Sigmaringen 1983 (= Diss. Freiburg 1979).
- Illustrationen und Bildkommentare zur Französischen Revolution in der Mannheimer Graphik um 1800. In: Städel-Jahrbuch. Neue Folge, Bd. 9, 1983, S. 227–246.
- Albert Trachsels „Les fêtes réelles“. Die subjektive Entgrenzung der Architektur im Symbolismus. In: Albert Trachsel 1863–1929. Ausstellungskatalog Solothurn 1984, S. 13–29.
- (Hrsg.):  Leonhard Kern (1588–1662). Meisterwerke der Bildhauerei für die Kunstkammern Europas. Ausst. Kat. Schwäbisch Hall. Sigmaringen 1988.
- Manfred Akermann (Hrsg.): Hall in der Napoleonzeit. Eine Reichsstadt wird württembergisch. Ausst. Kat. Schwäbisch Hall. Sigmaringen 1987.
- mit Manfred Akermann, Elisabeth Schraut (Hrsg.): Hall im 19. Jahrhundert. Ausst. Kat. Schwäbisch Hall. Sigmaringen 1988.
- (Hrsg.): Hexen und Hexenverfolgung im deutschen Südwesten. Cantz Verlag, Ostfildern 1994.
- (Hrsg.): Schurke oder Held? Historische Räuber und Räuberbanden. Sigmaringen 1995.
- (Hrsg.):  750 Jahre Zisterzienserinnen-Abtei Lichtenthal. Faszination eines Klosters. Sigmaringen 1995.
- (Hrsg.): „Für Baden gerettet“. Erwerbungen des Badischen Landesmuseums 1995 aus den Sammlungen der Markgrafen und Grossherzöge von Baden. Ausstell. Kat. Karlsruhe 1996.
- Die Kunst der Klassischen Moderne in der Sammlung Würth. In: Zeichen der Moderne. Kunst der Gegenwart aus der Sammlung Würth. Ausst. Kat. Hamburg. Hrsg. von Zdenek Felix. Hamburg 1998, S. 1–17.
- Der Weltanschauungsstreit um den Impressionismus in Deutschland. In: Max Liebermann. Poesie des einfachen Lebens. Ausst. Kat. Schwäbisch Hall. Hrsg. von C. Sylvia Weber. Künzelsau 2003, S. 195–203.
- Symbolistisches ‚modernes Genre‘. Der Jahreszeitenzyklus des Karlsruher Glasmalers Hans Drinneberg. In: Kunst und Architektur in Karlsruhe. Festschrift für Norbert Schneider. Karlsruhe 2006, S. 71–78.
- mit Schoole Mostafawy (Hrsg.): Das fremde Abendland? Orient begegnet Okzident von 1800 bis heute. Stuttgart 2010.
- Orientalismus – Okzidentalismus. Interkulturelle Spannungsfelder. In: Das fremde Abendland? S. 12–26.
- Das Zeugnis der Dinge. In: Simone Demandt: instrumenta sceleris. Asservate des Verbrechens. Ausstell. Kat. Karlsruhe. Hg. vom Badischen Landesmuseum Karlsruhe. Darmstadt 2013, S. 439–450.
- Leidenslust und Leidenschaft. Katakombenromantik und Katakombenpropaganda. In: Imperium der Götter. Isis, Mithras, Christus. Kulte und Religionen im Römischen Reich. Ausstell. Kat. Karlsruhe. Hg. vom Badischen Landesmuseum Karlsruhe. Darmstadt 2013, S. 439–450.
- Hermann Hesse und sein Gartengeheimnis. In: Baden! 900 Jahre. Geschichten eines Landes. Ausstell. Kat. Karlsruhe. Hg. vom Badischen Landesmuseum Karlsruhe. Karlsruhe 2012, S. 213–215.
- Ein deutsches Museum und das gemeinsame Kulturerbe des Mittelmeerraumes – Orient und Okzident im Badischen Landesmuseum Karlsruhe. In: An der Zeitenwende Europa, das Mittelmeer und die arabische Welt. Hrsg. von Bernd Thum im Auftrag des Instituts für Auslandsbeziehungen. Stuttgart 2012, S. 120–125.
- Gedanken zur „Überlieferungskultur“. In: Überlieferungskultur. Wie viel Vergangenheit braucht die Gegenwart? Wie viel Gegenwart braucht die Zukunft? Karlsruhe 2010, S. 12–25.
- „Karthago lebt von neuem auf“. Anfänge der frühchristlichen Archäologie in Tunesien. In: Das Königreich der Vandalen. Erbe des Imperiums in Nordafrika. Ausstell. Kat. Karlsruhe. Hg. vom Badischen Landesmuseum Karlsruhe. Mainz 2009, S. 427–434.
- Abschied von Illusionen. Die Voraussetzungen von „Museen neu denken“. In: Museen neu denken. Perspektiven der Kulturvermittlung und Zielgruppenarbeit. Hrsg. von Hartmut John und Anja Dauschek, Bielefeld 2008. S. 268–275.
- Achsenverschiebungen der Avantgarden. Lenz und Verkade 1893–1904. In: P. Willibrord Verkade. Künstler und Mönch. Ausstell. Kat. Hausen o. V. / Beuron. Hrsg. von Adolf Smitmans. Beuron 2007, S. 93–100.
- Die „Beuroner Kunstschule“ und Wien. In: Avantgardist und Malermönch – Peter Lenz und die Beuroner Kunstschule. Ausstell. Kat. Engen. Hrsg. von Velten Wagner. Engen 2007, S. 19–32.
- „Mit anderen Augen“. Interkulturalität als Differenzwahrnehmung. In: Kunst lebt! Die Welt mit anderen Augen sehen. Ausstell. Kat. Stuttgart. Hrsg. von Tilman Osterwold. Köln 2006, S. 71–78.
- (Hrsg.):  Hannibal ad portas. Macht und Reichtum Karthagos. Ausstell. Kat. Karlsruhe. Stuttgart 2004.
- Jürgen Brodwolf. In: Der Figurist. Reden und Texte aus fünf Jahrzehnten zum Werk von Jürgen Brodwolf. Hrsg. von Wolfgang Erk. Stuttgart 2013, S. 282–289
- Schriftenverzeichnis in: „Museen neu denken!“. Prof. Dr. Harald Siebenmorgen. Wissenschaftliche Beiträge und museumspolitische Thesen 1992–2014. Hrsg. vom Badischen Landesmuseum Karlsruhe, Karlsruhe 2014.
- Die Idee des „Künstlerklosters“ im 19. Jahrhundert. In: Das Mittelalter des Historismus. Formen und Funktionen in Literatur und Kunst, Film und Technik. Hg. von Mathias Herweg und Stefan Keppler-Tasahi. 2015.
- Gegen Fleisch, Welt und Teufel. Johannes Hus zum 600. Geburtstag. In: Südkurier. Nr. 151, 4. Juli 2015.
- Orientalisme et occidentialisme – divergences interculturelles. In: Philosophia Scientiae. 2016-07-08, vol 20-2(2), S. 133–140.
- Kochen und Essen für und wider die Vernunft: Der kulinarische Krimi. In: René Angelstein, Johann Bischoff (Hrsg.): Die Vernunft beginnt in der Küche. Essen und Kulturgeschichte. Festschrift für Prof. Dr. Alfred Frei zum 65. Geburtstag. Merseburg 2019, S. 209–214.

## Ehrung
- 2009 Ehrenmitgliedschaft des Bundes der Kunsthandwerker Baden – Württemberg e. V.
- 2011 Preis für Völkerverständigung Karlsruhe
- 2014 Ehrenmitgliedschaft der Freunde des Badischen Landesmuseums
- 2019 Staufermedaille in Gold des Landes Baden-Württemberg.